# Le Mouchoir rouge
Pour plus de détails, voir Fiche technique et Distribution.
Le Mouchoir rouge (赤いハンカチ, Akai hankachi) est un film japonais réalisé par Toshio Masuda, sorti en 1964.

## Synopsis
Un policier à Yokohama tue un témoin lors d’une enquête sur la drogue.  Il s'enfuit à la campagne et pour échapper à son passé pendant plusieurs années, avant de retrouver la femme qu'il aimait mariée à son ex-partenaire.  Il cherche des réponses à son passé troublé, sachant que son inévitable destin est plus ou moins scellé.

## Fiche technique
- Titre français : Le Mouchoir rouge[2],[3]
- Titre original : 赤いハンカチ (Akai hankachi?)[1]
- Réalisation : Toshio Masuda
- Scénario : Hideki Ogawa, Iwao Yamazaki et Toshio Masuda
- Photographie : Shigeyoshi Mine
- Production : Nikkatsu
- Musique : Harumi Ibe
- Pays d'origine :  Japon
- Langue originale : japonais
- Format : couleur - 2,35:1
- Genre : drame, film d'action
- Durée : 98 minutes
- Date de sortie :
  - Japon : 3 janvier 1964[1]

## Distribution
- Yūjirō Ishihara : Jiro Mikami
- Ruriko Asaoka : Reiko Hiraoka (Ishizuka)
- Hideaki Nitani : Takeshi Ishizuka
- Nobuo Kaneko : Tsuchiya
- Reiko Sasamori : Mitsuko
- Tetsurō Tanba : Hayashida